# Petite Poésie des saisons
Petite Poésie des saisons est un album hors-série de bande-dessinée Titeuf écrit et dessiné par Zep. Il est sorti en format à l'italienne en 2005. 
En avril 2019, cet album est réédité en format classique, et avec quelques changements, pour devenir le tome 16 de la série officielle.